# Alpina Savoie
Alpina Savoie is een Frans voedingsmiddelenbedrijf gevestigd in Chambéry.
Het bedrijf gaat terug op een molen in Chambéry uit 1844, opgericht door Antoine Chiron. Chiron begon in 1892 met de productie van pasta, later ook van griesmeel. Alpina Savoie is daarmee de oudste nog bestaande producent van griesmeel en deegwaren van heel Frankrijk. Eind 20e eeuw breidde Chiron-Moulins uit met een nieuwe molen en fabriek in Chambéry. Sinds een reorganisatie in 2003 heet het bedrijf Alpina Savoie. In 2009 kwam het in handen van Galapagos, de groep van Christian Taquard. Sinds 2019 is de holding Aster Développement eigenaar, met Galapagos, Credit Mutuel Equity en Bpifrance als aandeelhouders. In 2022 kocht Aster de Elzasser pastaproducent Heimburger op, bekend van het merk Grand' Mère. Antoine Chiron, achterachterachterkleinzoon van de oprichter, is voorzitter sinds 1987.
Crozets zijn het bekendste product van Alpina Savoie. Daarnaast produceert Alpina allerlei pasta, griesmeel, polenta en couscous voor verkoop in supermarkten, voor traiteurs en voor voedselverwerkende bedrijven.

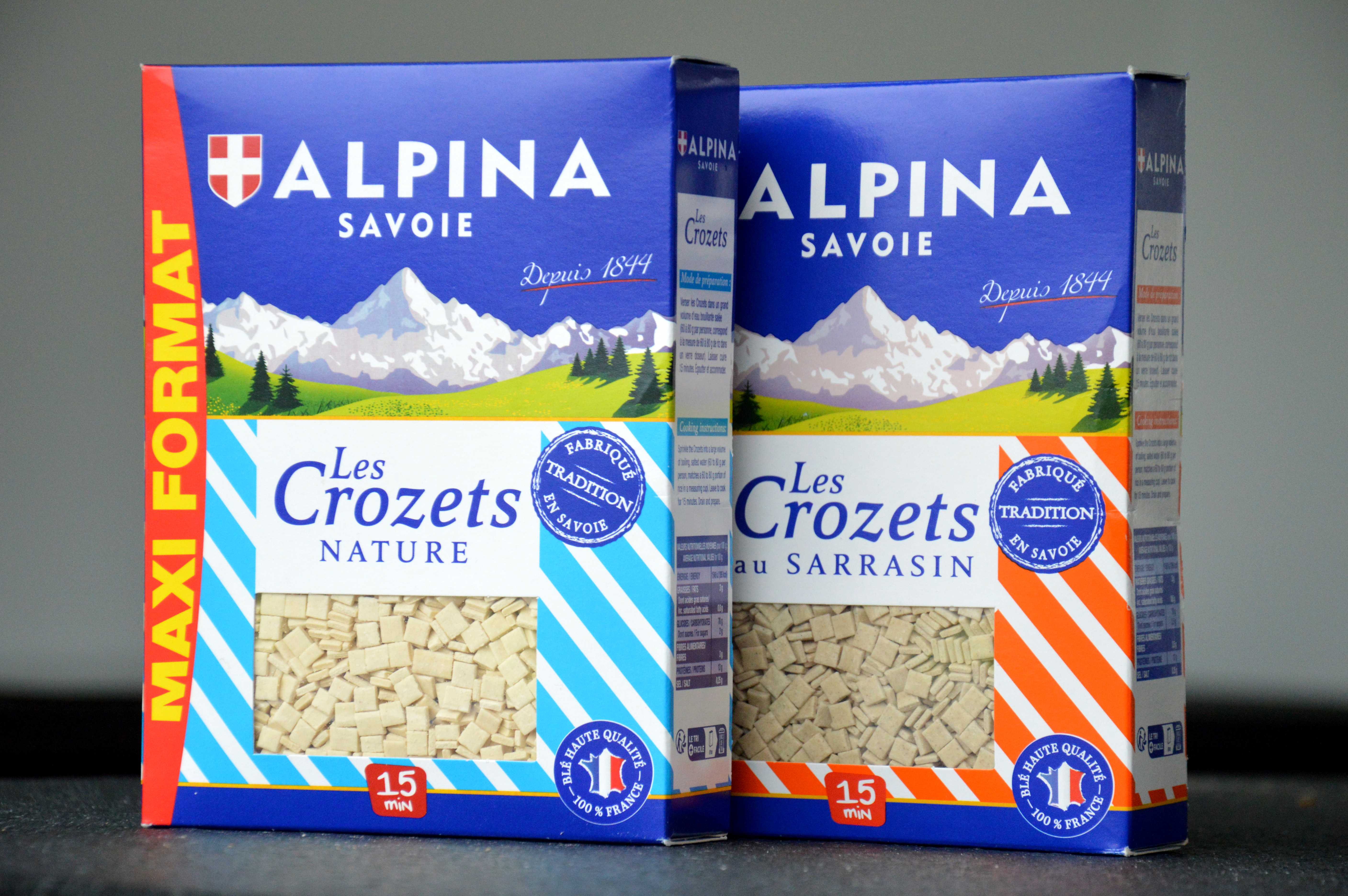
Crozets in verpakking
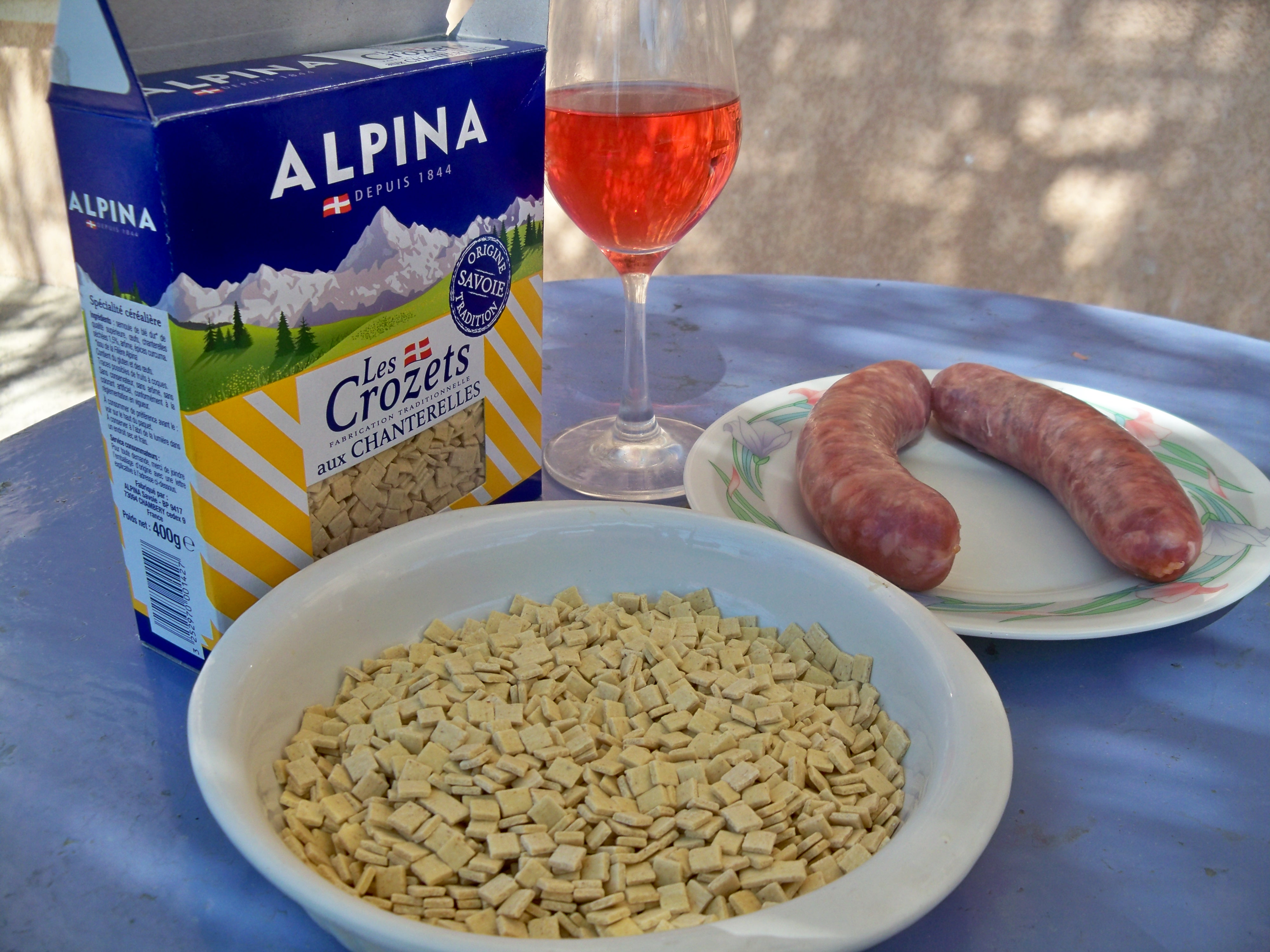
Ongekookte crozets van Alpina Savoie